# Conservatoire de musique de Genève

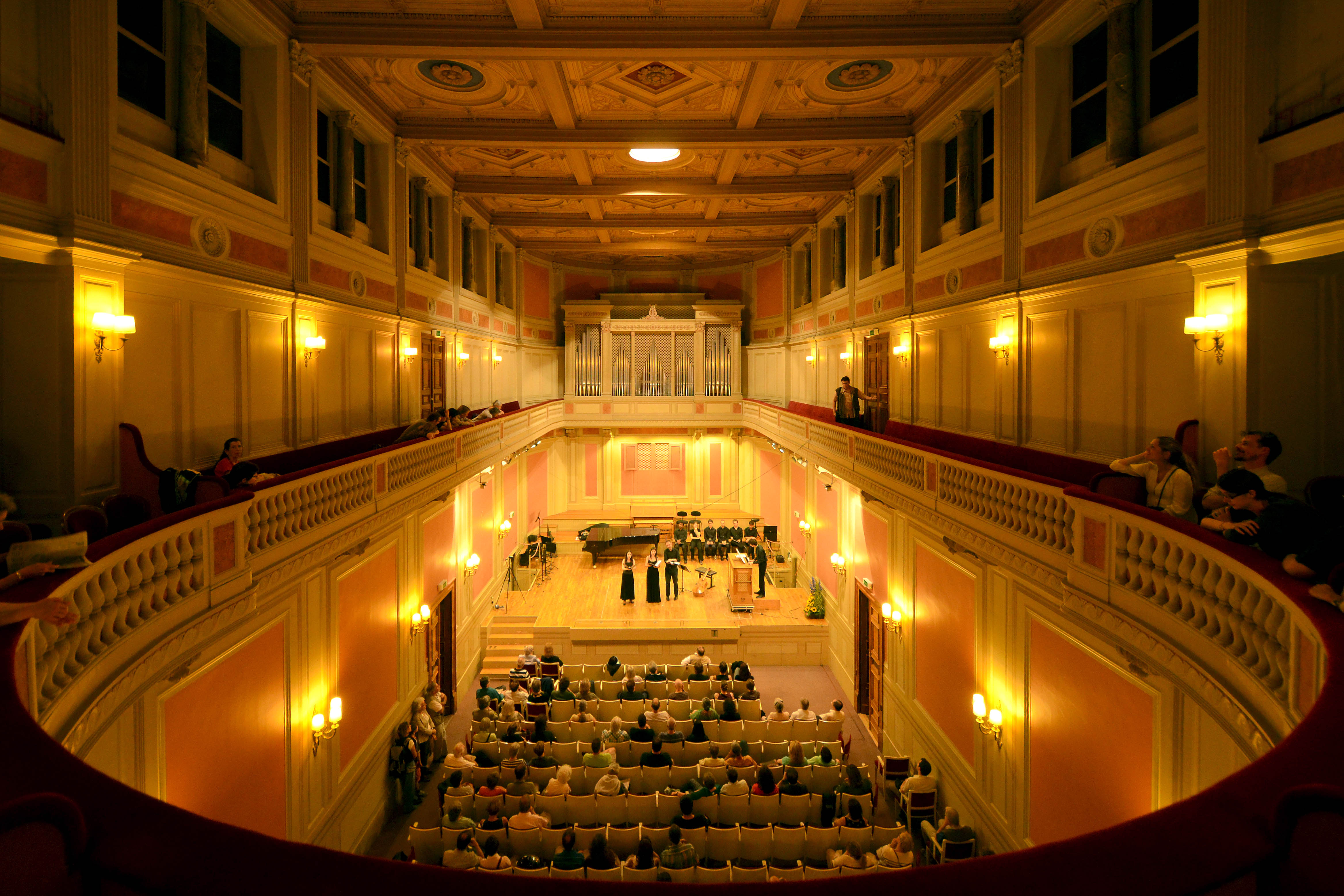
Interieur

Het Conservatoire de musique de Genève (CMG) is een conservatorium in de Zwitserse stad Genève.

## Omschrijving
De muziekonderwijsinstelling werd in 1835 opgericht door de Geneefse mecenas en financier François Bartholoni. Het conservatorium is van oudsher de grootste muziekvakopleiding van Zwitserland en gevestigd in een gebouw van de Franse architect Jean-Baptiste Lesueur, dat tussen 1856 en 1858 aan de Place Neuve werd opgericht. Het conservatorium is een private stichting die gesubsidieerd wordt door zowel het departement van onderwijs van het kanton Genève als door de stad Genève.
Het conservatorium van Genève kent in haar curriculum twee hoofdrichtingen:
- de 'EM' (école de musique ofwel de muziekschool) voor amateurs;
- de 'HEM' (haute école de musique ofwel de muziekhogeschool) voor musici die zich professioneel willen ontwikkelen.

## Docenten
Onder meer volgende personen doceerden aan het conservatorium:
- Marguerite Roesgen-Champion (1894-1976), Zwitserse pianiste en componiste[1]

## Alumni
Onder meer volgende personen studeerden aan het conservatorium:
- Fernande Peyrot (1888-1978), muzieklerares en componiste[2]
- Andrée Rochat-Aeschlimann (1900-1990), pianiste en componiste[3]
- Marguerite Roesgen-Champion (1894-1976), pianiste en componiste[1]